# شمس‌آباد (گلگیر)
شمس‌آباد روستایی در دهستان تمبی گلگیر بخش گلگیر شهرستان مسجدسلیمان استان خوزستان ایران است.

## جمعیت
بر پایه سرشماری عمومی نفوس و مسکن در سال ۱۳۹۵ جمعیت این روستا ۹۵ نفر (۱۹خانوار) بوده‌است.